# Валонски език
Валонският език (Walon) е романски език, говорен от около 600 000 души в Белгия.